# Stjärnlotus
Stjärnlotus (Nymphaea nouchali) är en art i familjen näckrosväxter som förekommer i tropiska Asien och norra Australien. Den används som akvarieväxt runt om i världen, men är inte härdig utomhus i tempererat klimat. I litteraturen listas arten ofta under synonymen Nymphaea stellata.

## Kännetecken
Stjärnlotus är en flerårig, vattenlevande ört. Bladen blir 12-15 (-45) cm och är elliptiska till rundade, oregelbundet vågiga och endast i undantagsfall med släta kanter. De är gröna, ibland med bruna fläckar på ovansidan. Bladundersidan är rosa till purpurfärgad. Blommorna hålls ovanför vattenytan, de är öppna på dagen, svagt doftande och blir 3-15 cm i diameter. Foderbladen är fyra och kronbladen är 10-30 stycken, ljust blå eller svagt purpur med vit bas. Kronbladen är ofta kortare än foderbladen. Det förekommer även plantor med vita och rosa blommor.
Stjärnlotus liknar mycket egyptisk blålotus (N. caerulea) från tropiska Afrika och släktskapet är inte fullt utrett. Den afrikanska arten har dock något större blommor och släta bladkanter, medan den asiatiska har mindre blommor och oregelbundet vågiga bladkanter.

## Som Symbol
Stjärnlotus är nationalblomma för Bangladesh och en ljusblå varietet av samma art är nationalblomma för Sri Lanka.